# Anabate forestier
Automolus subulatus
Espèce
Statut de conservation UICN

 LC  : Préoccupation mineure
L'Anabate forestier (Automolus subulatus) est une espèce de passereaux de la famille des Furnariidae.

## Répartition
Cet oiseau peuple l'Amazonie.

## Habitat
Son cadre naturel d'habitat est les forêts des plaines et montagnes humides tropicales ou subtropicales.

## Sous-espèces
La sous-espèce Hyloctistes subulatus virgatus (Lawrence, 1867) est dorénavant considérée comme une espèce à part entière, l'Anabate occidental (Automolus virgatus).